# Febby Angguni
Febby Angguni (* 8. Juli 1991 in Bandung) ist eine indonesische Badmintonspielerin.

## Karriere
Febby Angguni gewann 2008 die Malaysia International. 2008 erkämpfte sie sich auch Silber und Bronze bei den indonesischen Nationalspielen. 2010 stand sie im Viertelfinale der India International.

## Sportliche Erfolge
| Saison | Veranstaltung          | Disziplin   | Platz | Name          |
| ------ | ---------------------- | ----------- | ----- | ------------- |
| 2008   | Malaysia International | Dameneinzel | 1     | Febby Angguni |
| 2008   | PON XVII               | Dameneinzel | 3     | Febby Angguni |
| 2008   | PON XVII               | Damenteam   | 2     | Jawa Barat    |
| 2009   | Auckland International | Dameneinzel | 1     | Febby Angguni |
| 2010   | India International    | Dameneinzel | 5     | Febby Angguni |
| 2012   | India International    | Dameneinzel | 2     | Febby Angguni |
| 2014   | Walikota Surabaya Cup  | Dameneinzel | 2     | Febby Angguni |
| 2015   | Finnish International  | Dameneinzel | 1     | Febby Angguni |